# Ansaldo Trasporti
Ansaldo Trasporti, abgekürzt ATR,  war ein italienisches Technologieunternehmen mit Sitz in Neapel, das als Hersteller von Zugsicherungssystemen für den Eisenbahn- und Schienenpersonennahverkehr aktiv war.
Das 1980 als Joint Venture von Ansaldo und Finmeccanica gegründete Unternehmen war börsennotiert und gehörte zum Finmeccanica-Konzern. Es wurde 2001 aufgelöst und von Finmeccanica vollständig übernommen, nachdem das operative Geschäft in AnsaldoBreda und in Ansaldo STS aufgegangen war.

## Geschichte
Nach der Firmengründung hielten zunächst Finmeccanica 10 % und Ansaldo 90 % des Aktienkapitals. Kurz nach der Gründung begann der Fahrzeughersteller als Systemanbieter und Generalunternehmer aufzutreten und wurde 1986 an der Borsa Italiana notiert. 1988 kaufte ATR den amerikanischen Hersteller von Signalanlagen Union Switch & Signal (US&S) mit Firmensitz in Pittsburgh, der 1993 an die NASDAQ gebracht wurde. Ein Jahr später übernahm ATR 49 % der französischen Compagnies des Signaux et d’Entreprises Electriques (CSEE), welche das TVM-Signalisation-System für den TGV geliefert hatte.
1996 wurde die Ansaldo Signal in den Niederlanden gegründet, in welche alle Aktivitäten der ATR im Bereich Signalanlagen zusammengefasst wurden. In das Unternehmen wurde das gesamte Vermögen von US&S und CSEE eingebracht, wobei sich ATR die fehlenden 51 % von CSEE aneignete. Ansaldo Signal wurde an der NASDAQ notiert. Nachdem Börsengang von ATR im Jahre 2000 wurden die Aktien von Ansaldo Signal nicht mehr an der Börse gehandelt. Im folgenden Jahr lagerte ATR ihre Aktivitäten als Systemanbieter und Generalunternehmer in die eigene Tochtergesellschaft Ansaldo Trasporti Sistemi Ferroviari (TSF) aus, die bereits 2000 gegründet worden war.
Nachdem die Fahrzeugsparte mit Breda zu AnsaldoBreda fusioniert hatte, wurde Ansaldo Trasporti vollständig in Finmeccanica integriert und die Aktien vom Börsenhandel zurückgezogen. Die beiden ehemaligen Tochterfirmen von ATR, Ansaldo Trasporti Sistemi Ferroviari und Ansaldo Signal, wurden zunächst von Finmeccanica direkt kontrolliert und 2006 in das Unternehmen Ansaldo STS eingebracht.